# Jay Garrick
Pour les articles homonymes, voir Garrick.
Jay Garrick est le premier personnage à avoir incarné Flash, un super-héros appartenant à l'univers de DC Comics. Il apparait pour la première fois dans Flash Comics no 1 en janvier 1940.

## Biographie fictive
Avant Crisis on Infinite Earths et la fusion des terres parallèles, il était le Flash de Terre II. Dans la continuité actuelle, il est le prédécesseur de Barry Allen.
Membre de longue date de la Société de justice d'Amérique, Jay Garrick est toujours vivant, habite à Keystone et reprend du service à l'occasion. Il a pris Bart Allen, anciennement Impulse et désormais deuxième Kid Flash, sous son aile. Son costume est bien différent de celui de Barry Allen, alias Flash II, le plus connu. Jay Garrick porte un chandail rouge avec un éclair jaune sur la poitrine. Il porte aussi un casque en métal évoquant le dieu Hermès, semblable aux casques de l'armée en 1914 ou ceux des mineurs.

## Pouvoirs et capacités
Super vitesse, guérison rapide

## Apparitions dans d'autres médias

### Télévision
En 2010, il apparait brièvement dans un épisode de la saison 9 de Smallville, interprété par Billy Mitchell. On peut le voir sur des images d'archives en noir et blanc. 

#### The Flash (2014)
- Le casque de Jay Garrick est expulsé de la brèche interdimensionnelle que Barry Allen a créée à la fin de la première saison.
- Jay Garrick (joué par Teddy Sears) apparaît dans la saison 2 où il se fait passer pour un allié de la Team Flash. En réalité, il s'agit d'Hunter Zolomon, alias Zoom, qui a usurpé l'identité d'un autre. En effet, Zoom voulant être le plus rapide de tout le Multivers, il utilisa une drogue : Velocity-9. Seulement, il découvrit qu'il mourrait lentement. De ce fait, il chercha à voler la vitesse du vrai Jay Garrick sur une autre Terre. Le vrai Jay provient de Terre-3 et est retenu captif par Zoom pendant une bonne partie de la série jusqu'à la fin de la 2e saison. À noter qu'il est interprété par John Wesley Shipp qui avait joué un autre Flash, Barry Allen, dans la série de 1990 et Henry Allen, le père de Barry dans la série de 2014
- Jay Garrick réapparaît dans la saison 3 pour avertir Barry des conséquences du Flashpoint ainsi que pour l'aider à vaincre Savitar, le dieu de la vitesse.
- En plus, de ses apparitions dans la série The Flash, John Wesley Shipp a également joué ce rôle dans la série Stargirl.

Il est également présent dans la série d'animation Batman : L'Alliance des héros.
Jay Garrick est présent dans la série d'animation La Ligue des justiciers : Nouvelle Génération. Il apparait dans l'épisode 8 de la saison 1, ainsi que dans l'épisode 6 de la saison 2[réf. nécessaire]. Il est présenté comme un super-héros retraité, prédécesseur et ami de Barry Allen. Il est marié à une femme nommée Joan.

### Cinéma
Le personnage fait un caméo dans le film d'animation Justice League: The New Frontier (2008).
Le personnage fait un caméo dans le film The Flash (2023) interprété par Jason Ballantine. 

### Jeux vidéo
- 2011 : DC Universe Online
- 2013 : Injustice : Les dieux sont parmi nous (contenu téléchargeable - costume alternatif pour Flash)
- 2017 : Injustice 2 (costume alternatif pour Flash)